# Kirche Mäbendorf

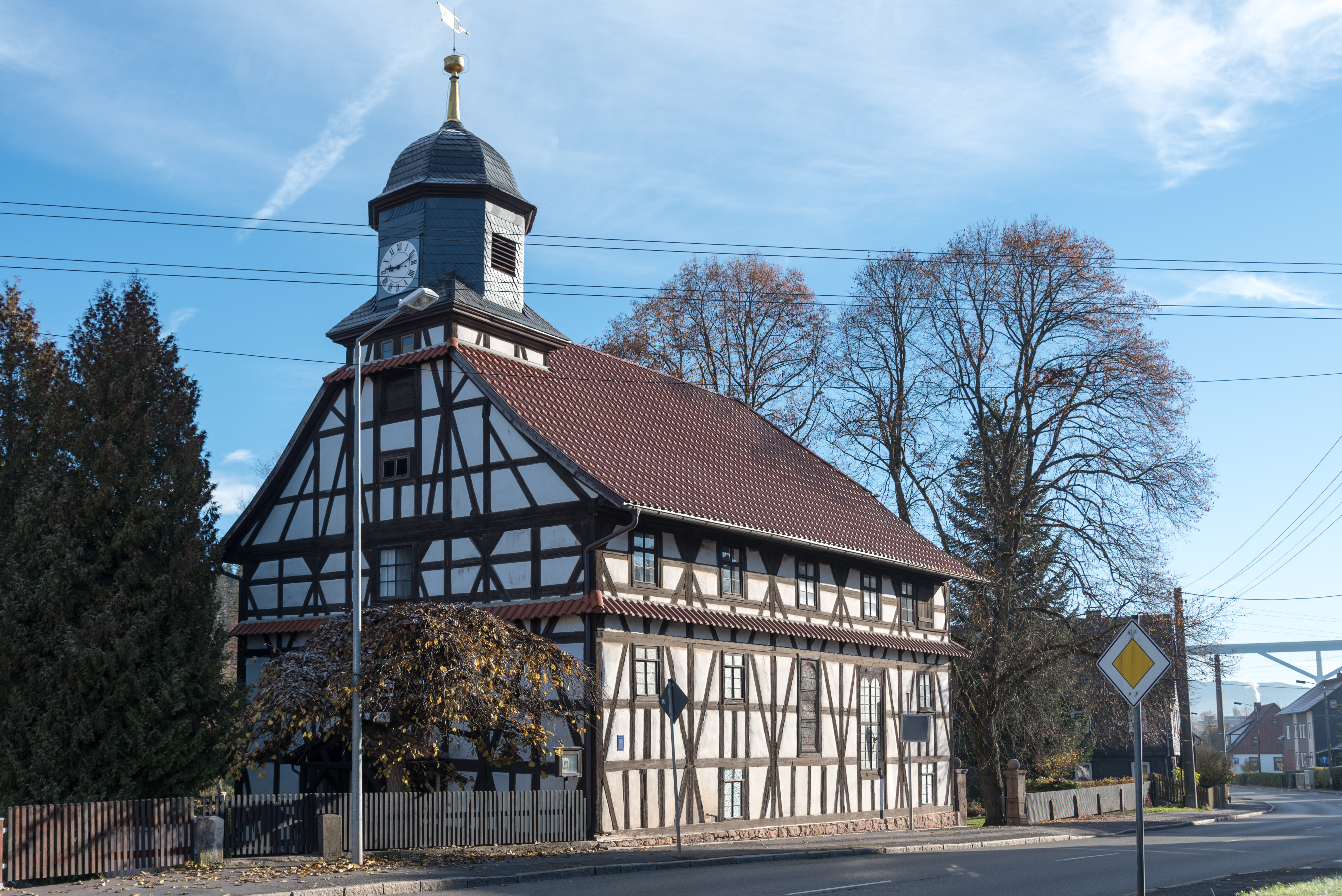
Kirche Mäbendorf

Die evangelisch-lutherische Kirche Mäbendorf steht in Mäbendorf, einem Ortsteil der kreisfreien Stadt Suhl in Thüringen. Die Kirchengemeinde Suhl-Heinrichs-Mäbendorf gehört zum Pfarrbereich Suhl mit Heinrichs im Kirchenkreis Henneberger Land der Evangelischen Kirche in Mitteldeutschland.

## Beschreibung
Die rechteckige Saalkirche wurde 1721 anstelle des Vorgängerbaus von 1626 errichtet. Es ist eine Fachwerkkirche mit drei Geschossen. Sie hat im Westen einen Dachturm, der aus einem achtseitigen Aufsatz für die Turmuhr und den Glockenstuhl besteht. Dieser ist mit einer Haube bedeckt, die von einer Turmkugel bekrönt ist. Der Innenraum hat zweigeschossige Emporen. Zur Kirchenausstattung zählt ein Taufbecken aus der Vorgängerkirche. Die Orgel aus dem 18. Jahrhundert, die auf der zweiten Empore im Osten steht, ist fast original erhalten.